# Sergentia brachicephala
Sergentia brachicephala är en tvåvingeart som beskrevs av Pankratova 1983. Sergentia brachicephala ingår i släktet Sergentia och familjen fjädermyggor. Inga underarter finns listade i Catalogue of Life.